# Fichous-Riumayou
Fichous-Riumayou è un comune francese di 162 abitanti situato nel dipartimento dei Pirenei Atlantici nella regione della Nuova Aquitania.

## Società

### Evoluzione demografica
Abitanti censiti